# Изоле-Тремити
И́золе-Тре́мити (итал. Isole Tremiti) — коммуна в Италии, располагается в регионе Апулия, в провинции Фоджа.
Население составляет 486 человек (2010 г.), плотность населения составляет 155 чел./км². Занимает площадь 3,13 км², располагается на одноименном архипелаге — Острова Тремити. Почтовый индекс — 71040. Телефонный код — 0882.
В коммуне 15 августа особо празднуется Успение Пресвятой Богородицы.

## География
Архипелаг состоит из нескольких островов:
- Сан Домино, самый большой, имеет развитую туристическую инфраструктуру.
- Сан Никола, на котором проживает большая часть населения и находятся основные памятники.
- Капрая (необитаем).
- Кретаччо, большая глинистая скала поблизости от Сан Домино и Сан Никола.
- Пьяноза, скалистое плато в 14 милях от остальных островов.

## История
Острова Тремити в древности были известны как место захоронения Диомеда и других героев Троянской войны.
При Муссолини в 1938 году около 45 мужчин, которые считались в Катании гомосексуалистами, были арестованы и отправлены в ссылку на остров Сан-Домино в архипелаге Тремити. В 1939 году их вернули в родные места, где они жили под полицейским надзором.

## Демография
Динамика населения:

## Администрация коммуны
- Официальный сайт: http://www.comune.isoletremiti.fg.it/ Архивная копия от 4 сентября 2009 на Wayback Machine